# 180e division d'infanterie d'Afrique
La 180e division d'infanterie d'Afrique (180e DIA) est une grande unité de l'Armée de terre française qui a participé à la défense du protectorat français de Tunisie au début de la Seconde Guerre mondiale.

## Commandant
La division est commandée par le général Rochas,.

## Historique
La division est créée le 1er novembre 1939, sous le nom de 87e division d'infanterie d'Afrique bis, la 87e division d'infanterie d'Afrique ayant quitté l'Afrique du Nord pour la France métropolitaine à cette date,.
Elle devient la 180e division d'infanterie d'Afrique le 15 décembre 1939. La division est positionnée dans le Sud tunisien derrière la ligne Mareth.
Elle est dissoute en juillet 1940, sans avoir combattu.

## Composition
- Infanterie :
  - 22e régiment de zouaves, à partir de novembre 1939, venu de la 182e DIA[4]
  - 5e régiment de tirailleurs algériens, à partir de novembre 1939, venu de la 81e DIA[5]
  - 33e régiment de tirailleurs algériens, à partir du 23 mars 1940, date de création de ce régiment[6]
- Artillerie : 380e régiment d'artillerie d'Afrique à partir de novembre 1939[1] (deux groupes de 75 et un groupe de 155[2])
- Cavalerie : 180e groupe de reconnaissance de division d'infanterie, de décembre 1939 à février 1940 (devient 97e GRDI de la 7e DINA)

## Sources et bibliographie
1. 1 2 3  (en) Charles D. Pettibone, The Organization and Order of Battle of Militaries in World War II, vol. VI : Italy and France Including the Neutral Countries of San Marino, Vatican, Bloomington, Trafford Publishing, 2010, 612 p. (ISBN 978-1-4269-4633-2, lire en ligne), p. 438.
2. 1 2 3  André Truchet, L'armistice de 1940 et l'Afrique du Nord, Paris, Presses universitaires de France, 1955, 424 p. (lire en ligne), p. 105 et 370.
3. 1 2  Éric de Fleurian, « Deuxième guerre mondiale, campagne de France 1939-1940 : participation des régiments de tirailleurs », sur les-tirailleurs.fr, 8 mars 2016 (consulté le 7 mai 2022).
4. ↑  Éric de Fleurian, « 22e régiment de zouaves », sur les-tirailleurs.fr (consulté le 7 mai 2022).
5. ↑  Éric de Fleurian, « Historique sommaire, 5e régiment de tirailleurs algériens : 1913-1941 ; 1951-1962 », sur les-tirailleurs.fr, 5 avril 2021 (consulté le 7 mai 2022).
6. ↑  Éric de Fleurian, « Historique sommaire, 33e régiment de tirailleurs algériens : 1920-1924 ; 1940 », sur les-tirailleurs.fr, 22 novembre 2017 (consulté le 7 mai 2022).